# Je třeba zabít Sekala
Je třeba zabít Sekala je koprodukční film Vladimíra Michálka z roku 1998. Snímek podle námětu a scénáře Jiřího Křižana získal 10 Českých lvů a reprezentoval českou kinematografii v klání o Oscara.
Film vznikl v koprodukci s Polskem, Slovenskem a Francií. Tématem filmu jsou události na hanácké vesnici v roce 1943. Toto okupační drama je však zpracováno poměrně netradičně - autoři si vypůjčili vyjadřovací prostředky jak z antické tragédie, kterou vyjadřuje chór dvanácti vesnických starců, tak z westernu: nechybí tajemný cizinec ani závěrečný souboj muže proti muži. Důležitou složkou je téma viny zdánlivě bezúhonných lidí. V celém filmu se o německých okupantech pouze mluví.
Film se natáčel v jihočeském Varvažově.

## Děj
Film začíná příchodem valašského kováře Jury Barana (Olaf Lubaszenko) do Lakotic, vesnice na Hané, kde se potřebuje ukrýt před gestapem (má doporučující dopis pro zdejšího starostu). Kvůli jeho evangelické víře ho místní hospodáři přijímají poměrně nepřátelsky. Baran záhy poznává poměry ve vesnici - hospodáři žijí ve strachu před udavačem Ivanem Sekalem (Bogusław Linda), který od okupantů získává grunty zatčených sousedů. Sedláci se rozhodnou využít Baranovy svízelné situace (starosta z dopisu ví, kde se skrývají jeho žena a dcera) a vydíráním ho přinutit k vraždě. Mezitím se ukáže, že Sekalova zrůdnost pramení z ponižování, jehož se mu v dětství dostalo pro nemanželský původ. Důležitým motivem filmu je i Baranův vztah k místnímu faráři (Jiří Bartoška), který jej na rozdíl od ostatních katolických vesničanů přijímá vstřícněji a pomáhá mu sžít se s místní realitou. Baran se nakonec podvolí tlaku a se Sekalem se střetne i díky tomu, že mu farář v důvěrném rozhovoru prozradí, že se mu Sekal kdysi vyzpovídal z brutálních zločinů, jichž se dopustil jako dobrovolník Interbrigády ve španělské občanské válce. Následujícího dne farář odjede vyznat se olomouckému arcibiskupovi z porušení zpovědního tajemství, ačkoli si je vědom toho, že Baran bude jeho přičiněním ve smrtelném nebezpečí a bez ochrany jediného člověka ve vsi, který mu byl nakloněn. V souboji na nože Baran Sekala skutečně zabije, sám je však těžce zraněn. Sedláci mu odmítnou poskytnout pomoc a nechávají ho zemřít. 

## Ocenění
Film získal v roce 1998 ocenění Český lev v deseti kategoriích, čímž držel rekord až do roku 2014 (kdy film Hořící keř získal 11 cen). Cena byla udělena za Nejlepší film, režii (Vladimír Michálek), scénář (Jiří Křižan), mužský herecký výkon v hlavní roli (Olaf Lubaszenko), ženský herecký výkon ve vedlejší roli (Agnieszka Sitek), kameru (Martin Štrba), hudbu (Michal Lorenc), střih (Jiří Brožek), zvuk (Radim Hladík ml.) a výtvarný počin (Jiří Sternwald).

## Obsazení
| Olaf Lubaszenko    | Jura Baran   |
| Bogusław Linda     | Ivan Sekal   |
| Jiří Bartoška      | páter Flora  |
| Agnieszka Sitek    | Anežka       |
| Vlasta Chramostová | Marie        |
| Ľudovít Cittel     | Záprdek      |
| Martin Sitta       | mladý Oberva |
| Jiří Holý          | starý Oberva |
| Milan Riehs        | starosta     |
| Anton Šulík        | Včelný       |
| Josef Bulík        | Koukol       |
| Bohuslav Ličman    | Sehnálek     |
| Gustav Nezval      | Štverák      |
| Gustav Vondráček   | Otáhal       |
| Zdeněk Kozák       | Sušil        |
| Robert Sklenář     | Lojzek       |
| František Kouba    | hostinský    |
| Petra Lustigová    | děvečka      |
| Miloslav Šrámek    | hospodář     |